# Moloko
Moloko — британский музыкальный коллектив из Шеффилда, был образован в 1994 году, распался в 2006. Состоял из композитора и инструменталиста Марка Брайдона (англ. Mark Brydon) и вокалистки Рошин Мёрфи (ирл. Róisín Murphy).

## Происхождение названия группы
Название группы происходит из сленга «надцатых» из романа Заводной апельсин (англ. A Clockwork Orange), в котором moloko означает «смесь молока и наркотиков» (молоком называется отвар конопли в молоке, от рус. молоко). Собратья по электронике из Шеффилда, группа Heaven 17 (рус. Небеса 17), образовавшаяся в 1980 году, также взяли себе названием понятие из этого романа.

## История группы
Вокалистка группы Рошин Мёрфи, родом из ирландского городка Арклоу, не имела предыдущего опыта пения. У Брайдона уже были достижения в сообществе танцевальной музыки в качестве автора ремиксов и участника поп/хаус актов House Arrest (рус. Домашний арест) и Cloud 9 (рус. Облако 9). Они встретились на вечеринке в Шеффилде, когда Мёрфи подошла к Брайдону со словами, «Тебе нравится мой облегающий свитер? Посмотри как он сидит на мне!» (англ. «Do you like my tight sweater? See how it fits my body!») Часть этой фразы позже стала названием их дебютного альбома, записанного в то время когда пара встречалась.
Первые два альбома Do You Like My Tight Sweater? и I Am Not a Doctor (рус. Я не доктор) привлекли к себе внимание на андеграундной танцевальной сцене. Группа прорвалась в мейнстрим, когда «Sing It Back», трек с альбома I Am Not A Doctor, был ремикширован продюсером хаус-музыки Борисом Длугошем (Boris Dlugosch). Трек был хитом на Ивисе, и его ремикшированная версия прорвалась в пятерку синглов Великобритании в 1999 году при помощи психоделического видео с участием соблазняющей Мёрфи в очень короткой зеркальной «ветреной» одежде и головном уборе. «Sing It Back» в итоге была включена на 110 музыкальных сборников.
В 2000 году Moloko начали свой концертный тур, и к их составу присоединились клавишник Эдди Стивенс (Eddie Stevens), гитарист Дэйв Кук (Dave Cooke) и перкуссионист Пол Слоули (Paul Slowly).
Группа также добилась успеха в чартах с композицией «The Time Is Now», первым синглом с третьего альбома Things to Make and Do. Этот альбом меньше основывается на необычных ритмах предыдущих альбомов и представляет больше органичных инструментовок.
Рошин Мёрфи и Марк Брайдон прекратили свои отношения в 2001 году. После их разрыва они записали и выпустили четвёртый студийный альбом, Statues (рус. Статуи). Statues также являлся продолжением более традиционных инструментовок, наравне с элементами электроники с их ранних релизов. Statues объединили тему расставания пары: все песни связаны с проблемой и/или завершившимся романом.
В 2004 году Moloko выпустили концертное DVD 11,000 Clicks (рус. 11 000 щелчков), записанный на сцене в Brixton Academy. Он содержит многие из их хорошо известных песен, включая «Indigo» (рус. Индиго (оттенок синего)), «Sing It Back» и «The Time Is Now».
После завершения тура в поддержку альбома Statues пути участников группы Moloko разделились, Роушин начала сольную карьеру. Однако в 2006 Мёрфи и Брайдон, вместе с постоянным гитаристом Moloko Дэйвом Куком (Dave Cooke), исполнили некоторые свои песни в акустическом варианте на радиошоу для промоушна сборника их лучших хитов Catalogue (рус. Каталог). В то время как оба занимались сторонними проектами вне группы Moloko и не было никаких планов для Moloko, Мёрфи особо подчеркнула, что группа окончательно не распущена и ей бы вовсе не хотелось «хоронить» проект.
15 октября 2007 года состоялся релиз второго альбома Рошин Мёрфи Overpowered, в поддержку которого было проведено европейское турне певицы.
Марк Брайдон работает над несколькими небольшими проектами в своей студии.

## Дискография

### Студийные альбомы
- Do You Like My Tight Sweater? (Echo, 1995)
- I Am Not a Doctor (Echo, 1998)
- Things to Make and Do (Echo, 2000)
- Statues (Echo, 2003)

### Сборники
- All Back to Mine (Echo, 2001)
- Catalogue (Echo, 2006)

### DVD
- 11000 Clicks (2004)